# Ordine del Rinascimento dell'Oman
L'Ordine del Sultano Qabus è un ordine cavalleresco concesso dall'Oman.

## Storia
L'Ordine è stato fondato nel 1972 dal sultano Qabus dell'Oman.

## Classi
L'Ordine dispone delle seguenti classi di benemerenza:
- Membro di Classe Speciale (noto anche come Ordine Supremo del Rinascimento dell'Oman), dal 1982
- Membro di I Classe
- Membro di II Classe
- Membro di III Classe
- Membro di IV Classe

## Insegne
- Il nastro è bianco con bordi verdi e rossi.

| Nastri          | Nastri         | Nastri    |
| --------------- | -------------- | --------- |
| Classe Speciale | I – III Classe | IV Classe |